# ناحیه ماتون، شهرستان کولز، ایلینوی
ناحیه ماتون، شهرستان کولز، ایلینوی (به انگلیسی: Mattoon Township) یک منطقهٔ مسکونی در ایالات متحده آمریکا است که در شهرستان کولز، ایلینوی واقع شده‌است. ناحیه ماتون ۱۵٬۸۱۷ نفر جمعیت دارد و ۲۱۸ متر بالاتر از سطح دریا واقع شده‌است.